# Bukarest-Băneasa – Aurel Vlaicu nemzetközi repülőtér

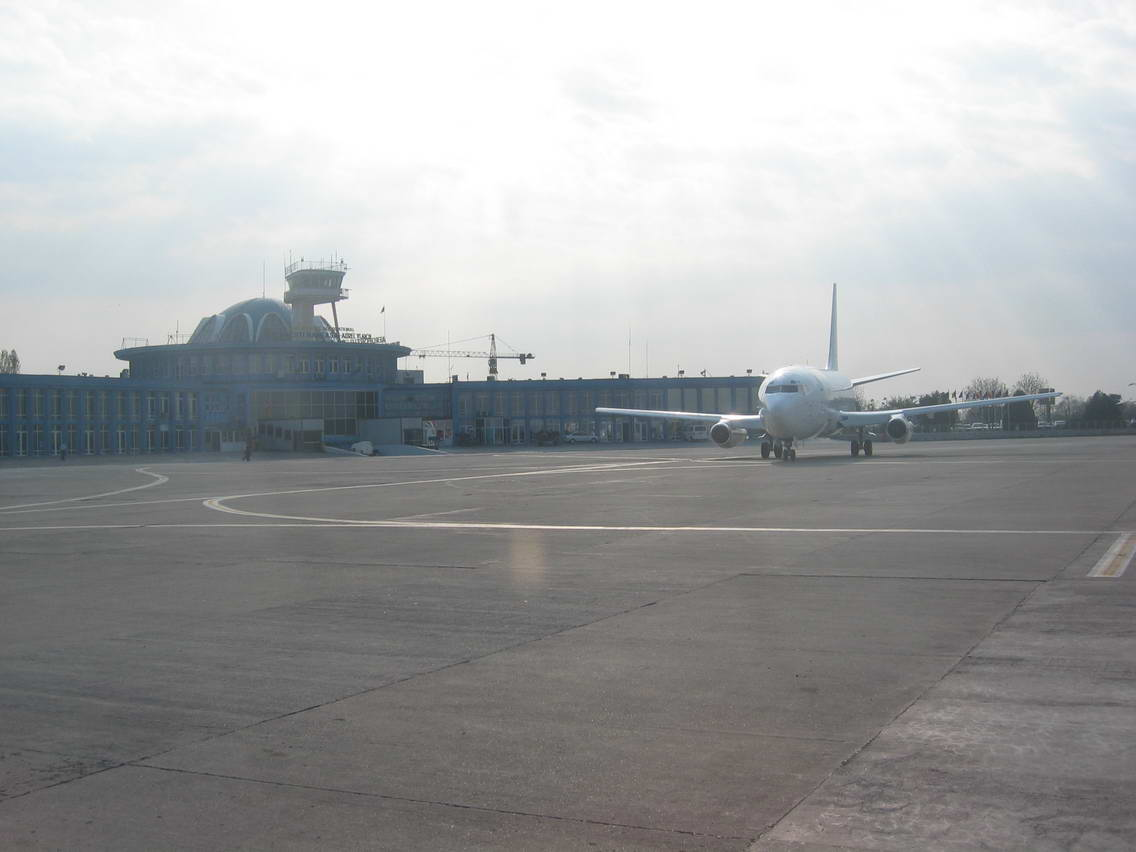
A repülőtér

A Băneasa – Aurel Vlaicu nemzetközi repülőtér (IATA: BBU, ICAO: LRBS) (románul: Aeroportul Internațional București Băneasa - Aurel Vlaicu) Románia második legnagyobb nemzetközi repülőtere. Bukaresttől 7 km-re északra fekszik.
2007-től a diszkont légitársaságok által használt repülőtér volt, annak ellenére, hogy közelebb fekszik a városhoz, mint a fő Henri Coandă repülőtér. 2012 márciusában a repülőtéren megszűnt a diszkont légitársaságok fogadása, a repülőteret ettől kezdve csak kisebb üzleti és magángépek használhatják.
A repülőtéren működik a Romaero repülőgépgyár.

## Forgalom
Az utasforgalom az elmúlt években az alábbi módon változott:
| Utasok száma | 380 474 | 968 084 | 1 974 337 | 2 398 911 | 6036 | 5375 | 20 551 | 12 329 | 9624 | 107 087 |
|              | 2005    | 2007    | 2009      | 2011      | 2013 | 2016 | 2018   | 2020   | 2022 | 2024    |